# 香港終審法院

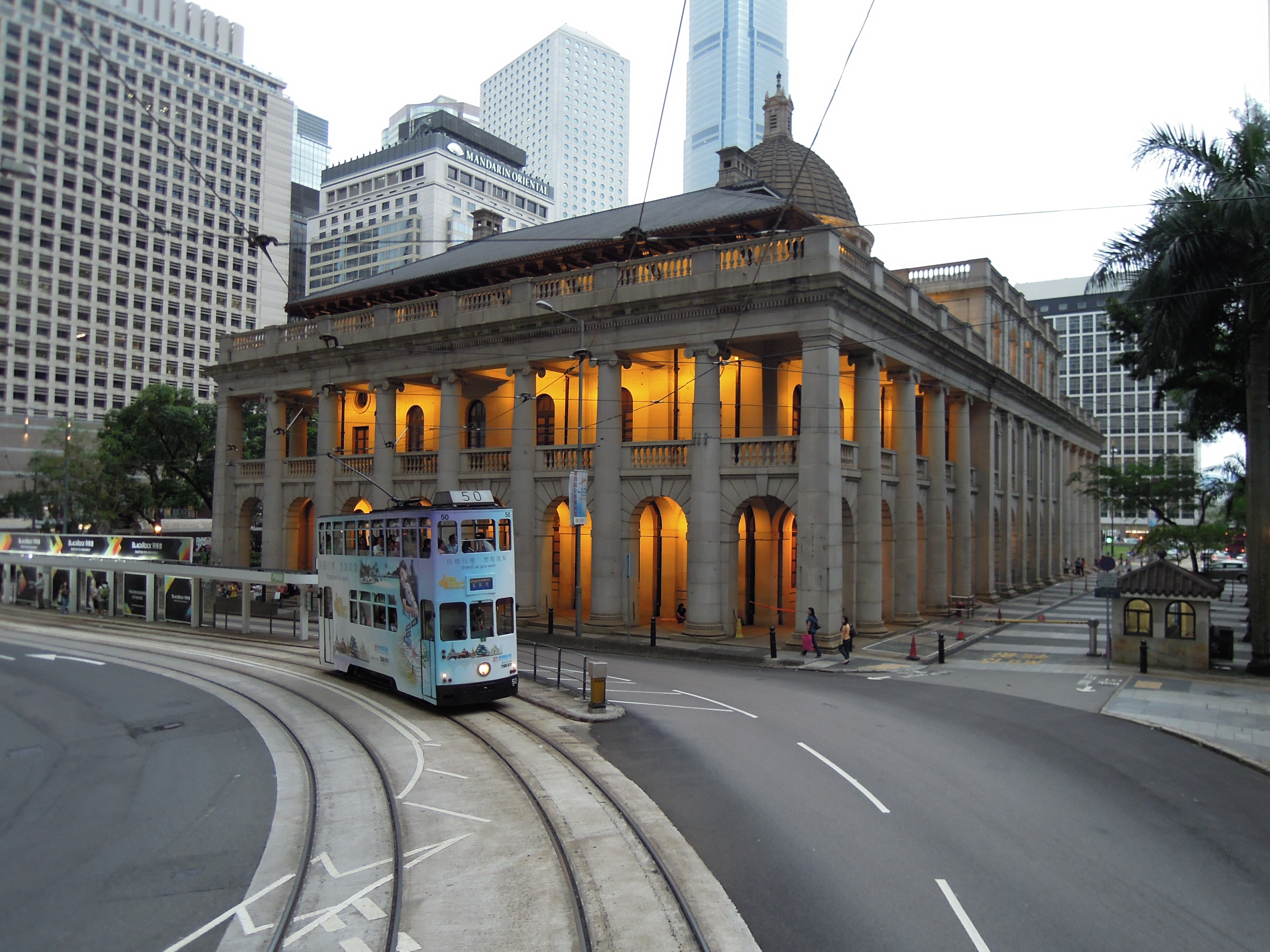
終審法院現址位於舊最高法院大樓，因1997年之前香港本地未有終審法院。1997年後該大樓曾作舊立法會大樓直到2015年9月7日

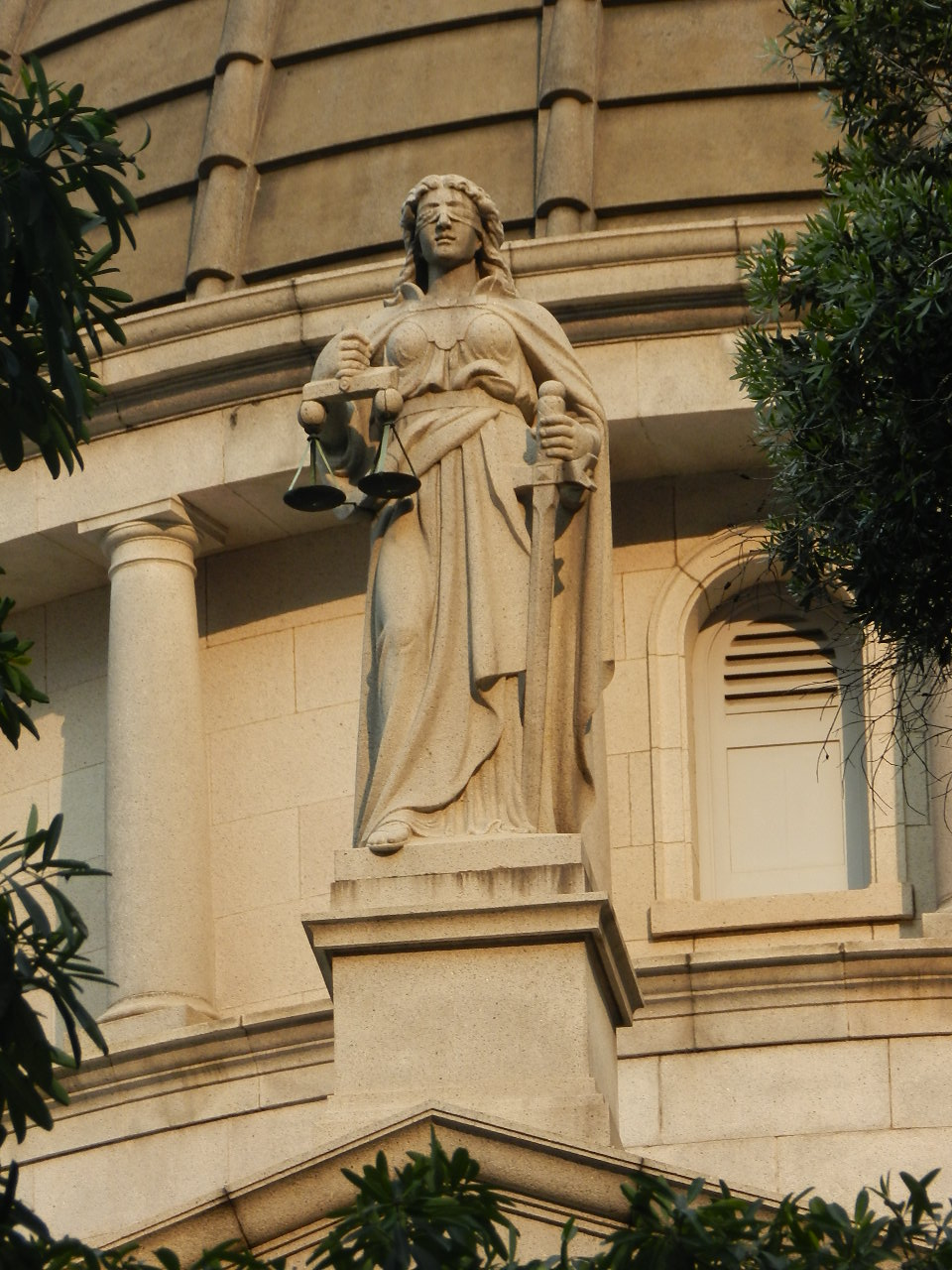
終審法院大樓上佇立的正義女神泰美斯雕像

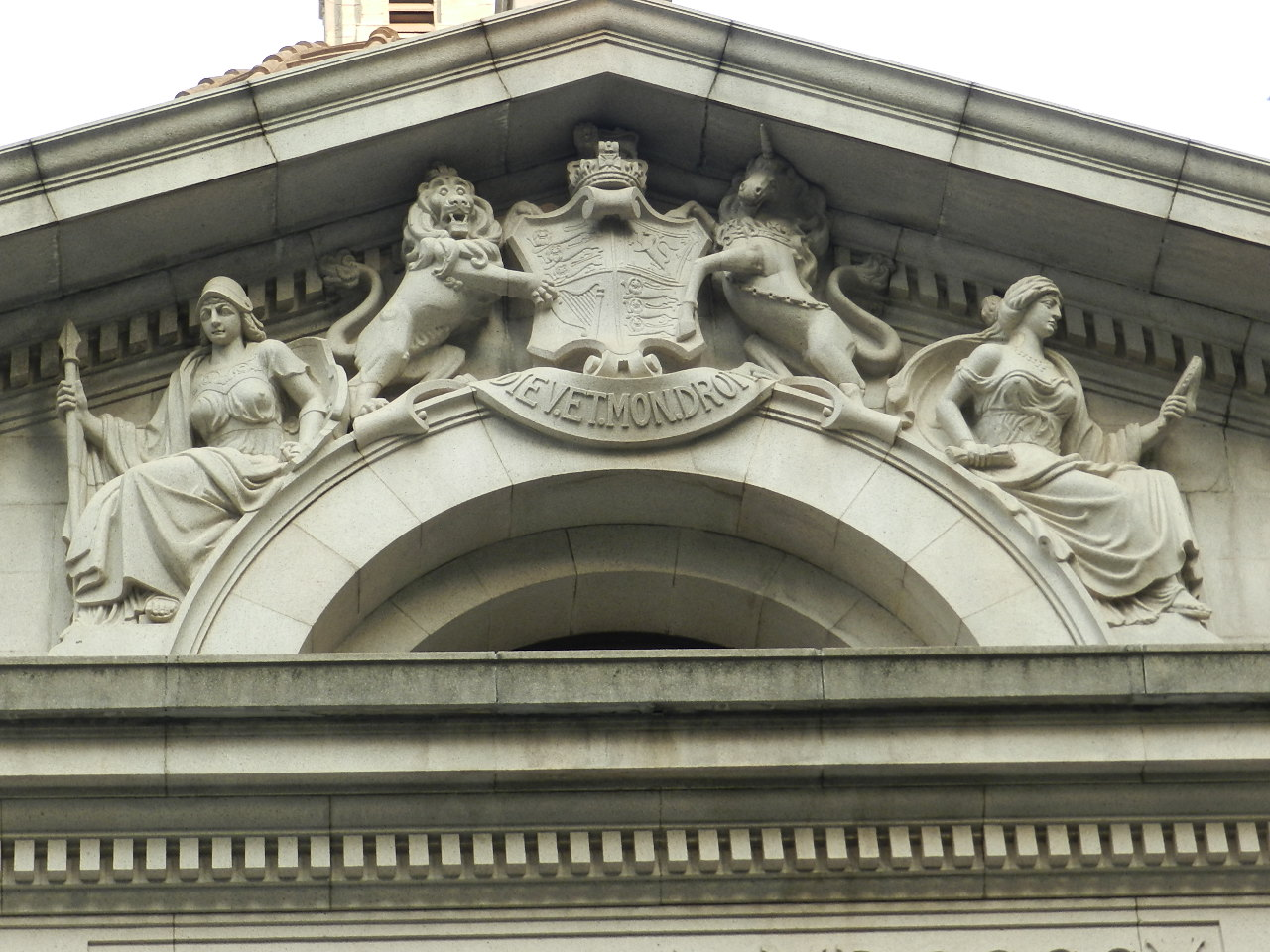
皇家盾形紋飾、真理之神阿勒忒亞及憐憫之神克勒門提那雕像

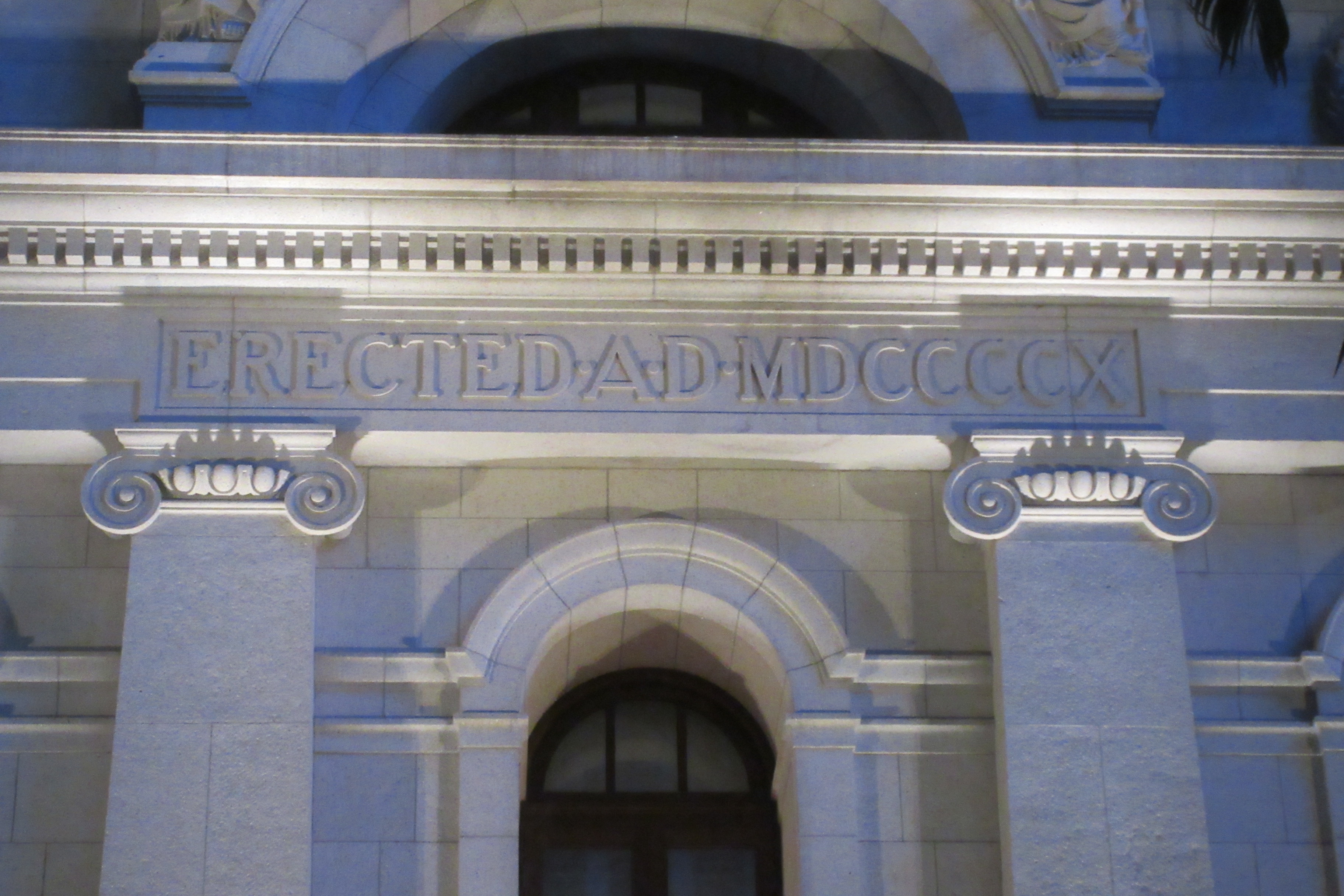
ERECTED·A·D·MDCCCCX當中為指公元1910年

香港特別行政區終審法院（英語：The Court of Final Appeal of the Hong Kong Special Administrative Region；案号代码FA），簡稱香港終審法院（英語：Hong Kong Court of Final Appeal）、終審法院（英語：Court of Final Appeal）或終院，是香港特別行政區法庭制度內的最高上訴法院，相當於其他地方的最高法院。終審法院聆訊來自香港高等法院（包括上訴法庭及原訟法庭）的民事及刑事上訴案件，對香港司法管轄權範圍內的訴訟有最終審判權。根據香港基本法，終審法院可就香港自治事務解釋基本法。惟中華人民共和國全國人大常委會對基本法有最終解釋權，故香港終審法院並無完全的解釋基本法權力，在吳嘉玲案，終審法院將必須提請釋法的條件歸納為「分類條件」（即牽涉的條款關於中央人民政府管理的事務或中央人民政府和香港關係）和「必要條件」（即法院審理案件時需要解釋有關條款，而該條款的解釋又影響案件判決），因此法院只會在兩個條件都被滿足的情況下才會提請人大釋法。
香港終審法院從1997年7月1日至2015年9月在中環炮台里的前法國外方傳道會大樓辦公。當香港立法會2011年遷往立法會綜合大樓、而舊最高法院大樓經過復修後，終審法院於2015年9月7日遷往舊最高法院大樓，而舊址亦將移交其他政府部門或香港聖公會使用。

## 歷史

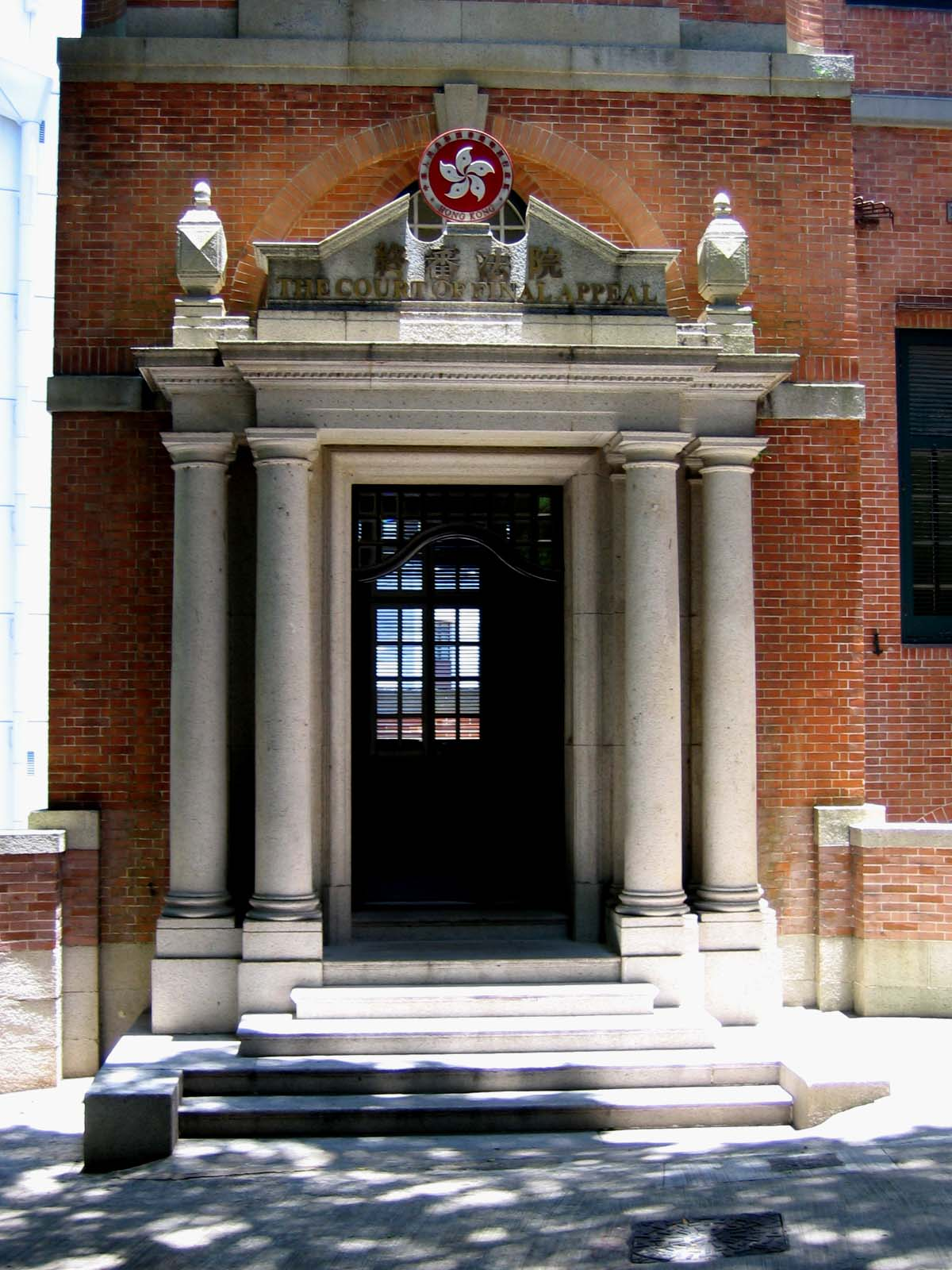
前法國外方傳道會大樓正門

1997年香港主權移交之前，香港的司法終審權屬於英國樞密院司法委員會。為體現一國兩制之下香港的獨立司法權及終審權，香港於1997年7月1日成立了自己的終審法庭。根據《基本法》，香港保留原有法律，繼續實行普通法制度。香港法院判案時可以引用其他普通法地區（如英格蘭、澳洲、紐西蘭、加拿大）的案例，亦可聘用其他普通法地區的司法人員。
1999年1月29日，香港終審法院就香港居留權爭議作出的裁決，香港特區政府對判詞表達不滿並向中國國務院報告請求澄清立法原意，進而導致全國人大常委會第一次解釋香港基本法。因該次人大釋法直接衝擊香港獨立的司法制度和三權分立，香港法律界發起史無前例的黑衣遊行，抗議人大釋法。此次釋法後，這亦意味著日後具爭議的案件在終審法院作出判決後，不但特區政府可以提請人大釋法以推翻任何司法裁決，甚至中國人大常委會可以直接主動進行釋法。事後，維基解密披露的美國駐港總領事館電文指出，當年終審法院審理居港權案的5名法官曾考慮集體辭職抗議，但因憂慮新委任的法官可能能力不足或缺乏獨立性而沒有實行。
與此同時，終審法院在吳嘉玲案判決中確立香港法院擁有違憲審查的權力：
毫無疑問，香港法院有權審核特區立法機關所制定的法例或行政機關之行為是否符合《基本法》，倘若發現有抵觸《基本法》的情況出現，則法院有權裁定有關法例或行為無效。法院行使這方面的司法管轄權乃責無旁貸，沒有酌情餘地。因此，若確實有抵觸之情況，則法院最低限度必須就該抵觸部份，裁定某法例或某行政行為無效。——吳嘉玲訴入境事務處處長 ( 第㆓號 ) [1999] 1HKLRD 579
時任五名法官認為此舉正遵從權力分立的原則，以憲法制衡政府的行政及立法機構，確保它們依《基本法》行事。
此外，判詞亦明確指出特區法院具有司法管轄權去審核中華人民共和國全國人民代表大會或其常務委員會的立法行為是否符合《基本法》。他們認為，《基本法》與其他憲法一樣，任何抵觸《基本法》的法律均屬無效並須作廢。特區法院在《基本法》賦予香港高度自治的原則下享有獨立的司法權。當涉及是否有抵觸《基本法》及法律是否有效的問題出現時，這些問題均由特區法院裁定，包括全國人民代表大會或其常務委員會的行為，以確保這些行為符合《基本法》。
港區國安法通過後，終審法院海外非常任法官的制度安排曾經被部分立法會議員質疑必要性，但政府認為有必要保留，不作任何改動。

## 法律解釋權
香港終審法院對除了《基本法》及《國安法》外的香港法律具有最終解釋權。《基本法》第158條和《國安法》第65條規定，它們的解釋權屬於中華人民共和國全國人民代表大會常務委員會。
香港法院可以自行解釋基本法關於香港自治範圍內的條款。香港特別行政區法院在審理案件時對基本法的其他條款也可解釋。然而，當涉及中華人民共和國中央人民政府管理的事務，或中央和香港關係的條款，而該條款的解釋又影響到案件的判決，則香港法院必須在作出最終判決前先由終審法院提請全國人大常委會作出解釋。

## 法官

### 委任
根據《基本法》及《香港終審法院條例》，終審法院法官須根據司法人員推薦委員會推薦，由行政長官任命。行政長官就終審法院法官的任命或免職，須徵得立法會同意及報全國人大常委會備案。

### 資格
1. 任何以下人士均有資格獲委任為首席法官：
  - 常任法官；
  - 高等法院首席法官、上訴法庭法官或原訟法庭法官；或
  - 在香港以大律師或律師身分執業最少10年的大律師。
2. 任何以下人士均有資格獲委任為常任法官
  - 高等法院首席法官、上訴法庭法官或原訟法庭法官；
  - 在香港以大律師或律師身分執業最少10年的律師。
3. 任何以下人士均有資格獲委任為非常任香港法官，不論他是否通常居住於香港
  - 已退休的高等法院首席法官；
  - 已退休的終審法院首席法官；
  - 已退休的終審法院常任法官；
  - 現職或已退休的上訴法庭法官；或
  - 在香港以大律師或律師身分執業最少10年的大律師。
4. 任何符合以下條件的人士均有資格獲委任為其他普通法適用地區法官
  - 屬其他普通法適用地區的民事或刑事司法管轄權不設限的法院的現職或已退休法官者；
  - 此人通常居住於香港以外地方；及
  - 此人從未在香港擔任過高等法院法官、區域法院法官或常任裁判官。

此外，首席法官須由在外國無居留權的香港永久性居民中的中國公民擔任。

### 任期
在獲委任時未年滿70歲的首席法官及常任法官須於年滿70歲時離任，但任期可由行政長官分別根據司法人員推薦委員會或首席法官的建議延期不超過2次，每次3年。而在獲委任時已達70歲的首席法官及常任法官，其任期為3年，其後可再延續3年。退休年齡於2019年修改，修改前退休年齡為65歲。
非常任法官沒有指定退休年齡，他們的任期為3年，但行政長官可根據首席法官的建議，將任期不限次數延續，每次續期為3年。

### 法官列表
以下名單依任命順序排列，粗體為現任法官。

#### 首席法官
| 中文姓名                   | 英文姓名                                                 | 任期                        |
| -------------------------- | -------------------------------------------------------- | --------------------------- |
| 李國能先生，大紫荊勳賢     | The Honorable Mr Andrew Li Kwok-nang，GBM                | 1997年7月1日－2010年8月31日 |
| 馬道立先生，大紫荊勳賢     | The Honorable Geoffrey Ma Tao-li，GBM                    | 2010年9月1日－2021年1月10日 |
| 張舉能首席法官，大紫荊勳賢 | The Honourable Chief Justice Andrew Cheung Kui-nung，GBM | 2021年1月11日－             |

#### 常任法官
| 中文姓名                            | 英文姓名                                                        | 任期                           | 備註  |
| ----------------------------------- | --------------------------------------------------------------- | ------------------------------ | ----- |
| 烈顯倫先生，大紫荊勳賢              | The Honourable Mr Henry Denis Litton，GBM                       | 1997年7月1日－2000年9月14日    |       |
| 沈澄先生，大紫荊勳賢                | The Honourable Mr Charles Arthur Ching，GBM                     | 1997年7月1日－2000年10月6日    | [ a ] |
| 包致金法官，大紫荊勳賢              | The Honourable Mr Justice Syed Kemal Shah Bokhary，GBM          | 1997年7月1日－2012年10月24日   |       |
| 陳兆愷法官，大紫荊勳賢              | The Honourable Mr Justice Patrick Chan Siu-oi，GBM              | 2000年9月1日－2013年10月20日   |       |
| 李義法官 ，大紫荊勳賢               | The Honourable Mr Justice Roberto Alexandre Vieira Ribeiro，GBM | 2000年9月1日－                 |       |
| 鄧楨（鄧國楨）法官，大紫荊勳賢，SBS | The Honourable Mr Justice Robert Tang Ching，GBM，SBS           | 2012年10月25日－2018年10月24日 |       |
| 霍兆剛法官                          | The Honourable Mr Justice Joseph Paul Fok                       | 2013年10月21日－               |       |
| 張舉能法官，大紫荊勳賢              | The Honourable Mr Justice Andrew Cheung Kui-nung，GBM           | 2018年10月25日－2021年1月11日  |       |
| 林文瀚法官                          | The Honourable Mr Justice Johnson LAM Man-hon                   | 2021年7月30日－                |       |

#### 非常任法官
根據《香港法例》第484章《香港終審法院條例》第10條（非常任法官人數的限制）規定，非常任法官任何時候都不能超過30名。

##### 非常任香港法官
| 中文姓名                            | 英文姓名                                               | 任期                                          | 備註  |
| ----------------------------------- | ------------------------------------------------------ | --------------------------------------------- | ----- |
| 羅弼時爵士                          | Sir Denys Tudor Emil Roberts                           | 1997年7月28日－2003年7月27日                  | [ b ] |
| 赫健士爵士                          | Sir Alan Armstrong Huggins                             | 1997年7月28日－2003年7月27日                  | [ c ] |
| 麥慕年先生                          | Mr Art Michael McMullin                                | 1997年7月28日－2003年7月27日                  | [ d ] |
| 康士爵士                            | Sir Derek Cons                                         | 1997年7月28日－2006年7月27日                  |       |
| 邵祺先生                            | Mr William James Silke                                 | 1997年7月28日－2009年7月27日                  | [ e ] |
| 傅雅德先生                          | Mr Kutlu Tekin Fuad                                    | 1997年7月28日－2009年7月27日                  | [ f ] |
| 郭樂富先生                          | Mr Philip Gerard Clough                                | 1997年7月28日－2006年7月27日                  | [ g ] |
| 麥德高先生                          | Mr Neil MacDougall                                     | 1997年7月28日－2003年7月27日                  |       |
| 鮑偉華爵士，GBS                     | Sir Noel Plunkett Power，GBS                           | 1997年7月28日－2009年11月19日                 | [ h ] |
| 黎守律先生，GBS                     | Mr Gerald Paul Nazareth，GBS                           | 1997年7月28日－2012年7月27日                  | [ i ] |
| 馬天敏先生，GBS                     | Mr John Barry Mortimer，GBS                            | 1997年7月28日－2015年7月27日                  |       |
| 烈顯倫先生，大紫荊勳賢              | The Honourable Mr Henry Denis Litton，GBM              | 2000年9月14日－2015年9月13日                  |       |
| 沈澄先生，大紫荊勳賢                | The Honourable Mr Charles Arthur Ching，GBM            | 2000年10月7日－2000年11月30日                 | [ a ] |
| 鄧楨（鄧國楨）法官，大紫荊勳賢，SBS | The Honourable Mr Justice Robert Tang Ching，GBM，SBS  | 2010年9月1日－2012年10月24日 2018年10月25日－ |       |
| 司徒敬法官，GBS                     | The Honourable Mr Justice Frank Stock，GBS             | 2010年9月1日－                                |       |
| 夏正民先生，GBS                     | Mr Michael John Hartmann，GBS                          | 2010年9月1日－ 2016年8月31日                  |       |
| 包致金法官，大紫荊勳賢              | The Honourable Mr Justice Syed Kemal Shah Bokhary，GBM | 2012年10月25日－                              |       |
| 陳兆愷法官，大紫荊勳賢              | The Honourable Mr Justice Patrick Chan Siu-oi，GBM     | 2013年10月21日－                              |       |

##### 其他普通法適用地區法官（海外非常任法官）
| 中文姓名                    | 英文姓名                                                         | 國籍   | 任期                          | 備註  |
| --------------------------- | ---------------------------------------------------------------- | ------ | ----------------------------- | ----- |
| 梅師賢爵士，KBE，大紫荊勳賢 | The Honourable Sir Anthony Mason，KBE，GBM                       |        | 1997年7月28日－ 2015年7月27日 |       |
| 顧安國勳爵                  | The Right Honourable the Lord Cooke of Thorndon                  | 新西兰 | 1997年7月28日－ 2006年7月27日 | [ j ] |
| 沈穆善爵士                  | The Right Honourable Sir Edward Somers                           | 新西兰 | 1997年7月28日－ 2003年7月27日 | [ k ] |
| 杜偉舜爵士                  | The Honourable Sir Daryl Dawson                                  |        | 1997年9月1日－2003年8月31日   |       |
| 李啟新勳爵                  | The Right Honourable the Lord Nicholls of Birkenhead             | 英国   | 1998年1月12日－2004年1月11日  | [ l ] |
| 賀輔明勳爵，GBS             | The Right Honourable the Lord Hoffmann，GBS                      | 英国   | 1998年1月12日－               |       |
| 布仁立爵士，KBE，GBS        | The Honourable Sir Gerard Brennan，KBE，GBS                      |        | 2000年7月28日－2012年7月27日  |       |
| 艾俊彬爵士，GBE             | The Right Honourable Sir Thomas Eichelbaum，GBE                  | 新西兰 | 2000年7月28日－2009年7月27日  | [ m ] |
| 苗禮治勳爵，GBS             | The Right Honourable the Lord Millett，GBS                       | 英国   | 2000年7月28日－2021年5月27日  | [ n ] |
| 伍爾夫勳爵                  | The Right Honourable the Lord Woolf of Barnes                    | 英国   | 2003年7月28日－ 2012年7月27日 |       |
| 施廣智勳爵                  | The Right Honourable the Lord Scott of Foscote                   | 英国   | 2003年7月28日－ 2012年7月27日 |       |
| 韋卓善爵士                  | The Right Honourable Sir Ivor Richardson                         | 新西兰 | 2003年7月28日－ 2009年7月27日 | [ o ] |
| 馬曉義先生                  | Mr Michael McHugh                                                |        | 2006年7月1日－2012年6月30日   |       |
| 高禮哲爵士                  | The Right Honourable Sir Thomas Munro Gault                      | 新西兰 | 2006年7月1日－2015年5月19日   | [ p ] |
| 紀立信法官                  | The Honourable Mr Justice Murray Gleeson                         |        | 2009年3月1日－2024年3月1日    |       |
| 華學佳勳爵，GBS，PC         | The Right Honourable the Lord Walker of Gestingthorpe，GBS，PC   | 英国   | 2009年3月1日－2023年11月16日  | [ q ] |
| 廖柏嘉勳爵，GBS             | The Right Honourable the Lord Neuberger of Abbotsbury，GBS       | 英国   | 2009年3月1日－                |       |
| 郝廉思勳爵                  | The Right Honourable the Lord Collins of Mapesbury               | 英国   | 2011年6月30日－2024年6月6日   |       |
| 簡嘉麒勳爵                  | The Right Honourable the Lord Clarke of Stone-cum-Ebony          | 英国   | 2011年6月30日－2020年6月29日  |       |
| 范理申勳爵，KG              | The Right Honourable the Lord Phillips of Worth Matravers，KG    | 英国   | 2012年10月1日－2024年9月30日  |       |
| 施覺民先生，AC              | The Honourable Mr Justice James Jacob Spigelman，AC              |        | 2013年7月29日－2020年9月2日   |       |
| 甘慕賢法官，AC              | The Honourable Mr Justice William Montague Charles Gummow，AC    |        | 2013年7月29日－               |       |
| 范禮全法官，AC              | The Honourable Mr Justice Robert French，AC                      |        | 2017年5月31日－2025年4月11日  |       |
| 韋彥德勳爵                  | The Right Honourable Lord Reed                                   | 英国   | 2017年5月31日－2022年3月30日  |       |
| 何熙怡女男爵，DBE，PC，FBA  | The Right Honourable The Baroness Hale of Richmond，DBE，PC，FBA | 英国   | 2018年7月30日－ 2021年7月29日 |       |
| 麥嘉琳法官，PC，CStJ        | The Right Honourable Beverley McLachlin，PC，CStJ                | 加拿大 | 2018年7月30日－2024年7月29日  |       |
| 岑耀信勳爵                  | The Right Honourable Lord Sumption                               | 英国   | 2019年12月18日－2024年6月6日  |       |
| 賀知義勳爵，PC              | The Right Honourable Lord Hodge                                  | 英国   | 2021年1月1日－2022年3月30日   |       |
| 祈顯義法官，AC              | The Honourable Patrick Anthony Keane，AC                         |        | 2023年4月6日－                |       |
| 歐頌律法官，AC              | The Honourable James Leslie Bain Allsop，AC                      |        | 2024年5月24日－               |       |
| 楊偉廉爵士，KNZM KC         | The Honourable Sir William Gillow Gibbes Austen Young, KNZM KC   | 新西兰 | 候任                          |       |

截至2024年為止，香港終審法院的海外非常任法官（包括已離職的法官）中，有14位是英國籍，10位是澳洲籍，5位是紐西蘭籍。麥嘉琳是唯一一位曾經擔任終審法院海外非常任法官的加拿大人。
自從《港區國安法》頒佈後，多位海外非常任法官先後請辭。2021年，何熙怡宣佈不再續任香港終審法院非常任法官，施覺民亦宣佈提早請辭。2022年3月30日，英國最高法院宣布，院長韋彥德及副院長賀知義，辭去香港終審法院非常任法官職務。韋彥德在聲明中表示「香港的法院對法治的堅持繼續備受國際社會尊重」。儘管如此，但他與英國政府共同商討後認為，他們難免會被認為「是幫一個背棄政治及言論自由的政權背書」，難以繼續出任終審法院法官。2024年6月6日，岑耀信勳爵及郝廉思勳爵一同請辭香港終審法院非常任法官職務。

## 其他
- 終審法院首席法官會獲編配官邸，官邸位於香港島歌賦山道18號。
- 終審法院首席法官坐駕的專用車牌是CJ，是英語「Chief Justice」的簡寫。

## 外部連結
- 終審法院 （页面存档备份，存于）
- 電子版香港法例
- National and University Library of Iceland的存檔，存档日期2018-05-21